# Massacre d'Addis Abeba
Massacre d'Addis Abeba ou Yekatit 12 ou encore Massacre de Graziani correspond à trois journées consécutives de massacres menées à Addis-Abeba par les troupes fascistes contre des civils éthiopiens entre le 19 et le 21 février 1937. Ces massacres font suite à un attentat contre le chef de l'occupation, le maréchal Graziani, le 19 février 1937. Deux jeunes résistants Érythréens Abraha Deboch et Moges Asgedom, tentent d'assassiner le chef de l'occupation lors d'une célébration au palais d'Addis Abeba (aujourd'hui université d'Addis Abeba) en le visant de grenades à main.
Ces journées de massacre sont connues en Éthiopie sous le nom de « Yekatit 12 », et valent à Graziani la désignation de « boucher d’Éthiopie ».
Peu de temps après les massacres, le 11 mars, un correspondant djiboutien indiquera que les rues de la capitale sont désormais « pratiquement vide d’Éthiopiens ».
L’ampleur du massacre a un effet primordial sur le développement du mouvement patriotique de résistance éthiopienne lors de l’occupation italienne de 1936 à 1941.
Un monument à la mémoire des victimes de ces massacres se trouve aujourd’hui à Addis-Abeba.

## Les témoignages et la description des massacres

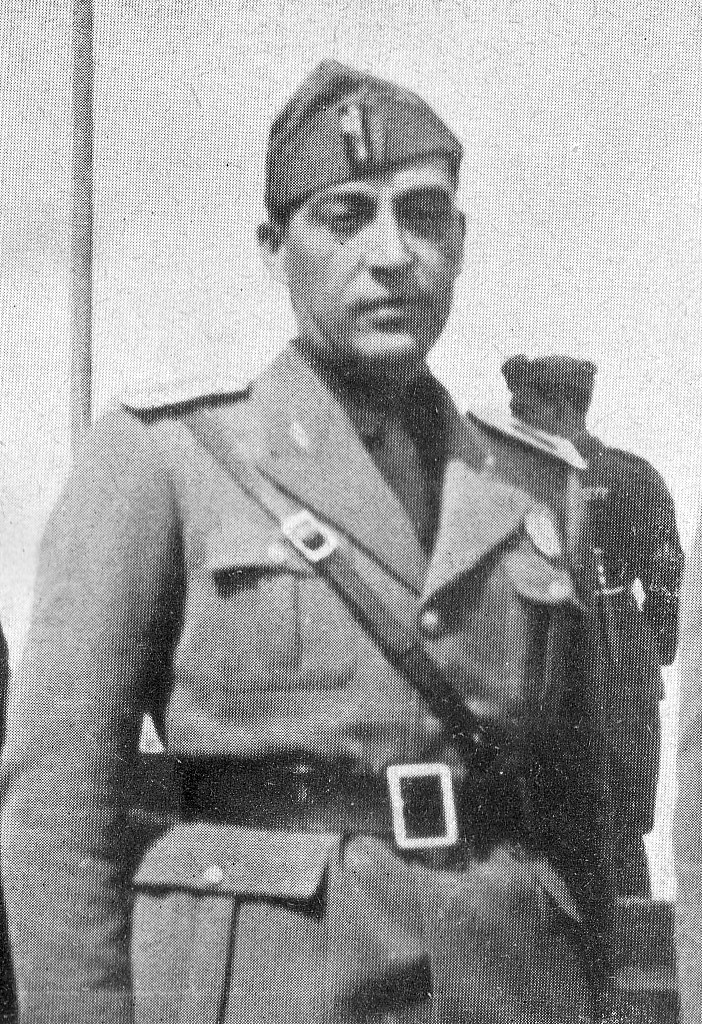
Guido Cortese

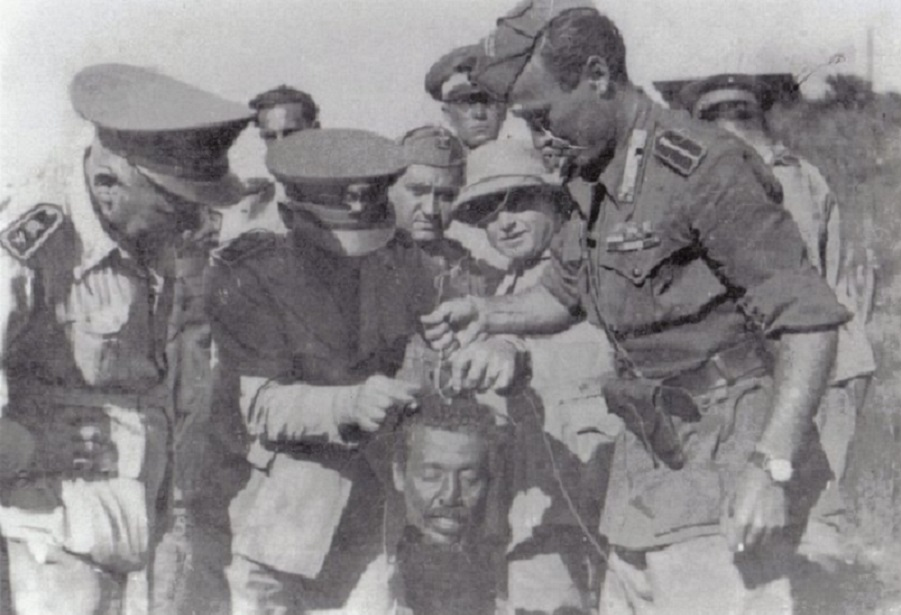
Victimes éthiopiennes

Les meilleures descriptions des événements qui ont lieu à Addis-Abeba entre le 19 et le 21 février 1937, nous sont fournies par les témoignages de l’époque.
L’un des premiers témoignages est donné par le docteur hongrois, Ladislav Sava, ou Shaska. Il se rappelle qu’immédiatement après l’attentat, le chef du parti fasciste, Guido Cortese : 

« Convoqua les chemises noires au siège du Fascio, les chefs à une consultation, et demandant aux autres de se tenir prêt à recevoir des ordres. Très vite ils sortaient armés du Fascio en se précipitant dans toutes les directions. N’importe qui dans les villes était une cible, mais ce qui s’est vraiment passé alors était pire que tout ce que quiconque aurait pu imaginer. Il faut que je dise, et cela est vrai, que le sang coulait véritablement dans les rues. Des corps d’hommes, de femmes, d’enfants, au-dessus desquels tournaient des vautours, gisaient absolument partout. Des flammes gigantesques de leurs maisons brûlées illuminaient la nuit africaine.
Le plus important des massacres eut lieu après six heures le soir… Lors de cette nuit affreuse, on entassait des Éthiopiens dans des camions, étroitement gardés par des Chemises noires armées. Des revolvers, des matraques, des fusils et des poignards étaient utilisés pour massacrer des noirs désarmés de tous les sexes, de tous les âges. Tout noir vu était arrêté, embarqué dans un camion et tué, soit dans le camion, soit près du petit Ghebi [où se trouve aujourd’hui l’université d’Addis Abeba], soit dès qu’il croisait une chemise noire. On fouillait les maisons ou les huttes des Éthiopiens, puis elles étaient brûlées avec leurs occupants. Pour accélérer l’incendie, du benzine et du pétrole étaient utilisés en grande quantité. Les coups de feu n’arrêtaient pas de la nuit, mais la plupart des massacres étaient commis à l’arme blanche et en assommant les victimes à la matraque. Des rues entières étaient incendiées et si des occupants des maisons en flammes sortaient dans la rue, ils étaient mitraillés ou poignardés au cri de « Duce ! Duce ! Duce ! ». Des camions dans lesquels des groupes de prisonniers avaient été amenés pour être massacrés près du Ghebbi, le sang s’écoulait littéralement dans les rues, et de ces camions on entendait sortir les cris « Duce ! Duce ! Duce !  ».

Je n’oublierai jamais que j’ai vu cette même nuit des officiers italiens passant dans leur voiture luxueuse à travers des rues remplies de sang, s’arrêtant aux endroits d’où ils auraient une meilleure vue des massacres et des incendies, accompagnés de leur épouse que je me refuse à appeler des femmes. »

— Dr Ladislav Sava,

Un autre témoignage est donné par l’ambassadeur éthiopien de Londres, déclarant que :

« Les rues étaient recouvertes de cadavres… Personnes n’osait s’y aventurer. À partir de ce jour se mit en place une méthode qui continuera sans interruption pendant trois jours… La méthode consistait à incendier les habitations, attendre que ses occupants soient forcés de sortir et à les massacrer sans distinction, au poignard, à la baïonnette, à la grenade à main, au gourdin, ou avec des pierres, et parfois seulement avec des armes à feu. On voyait des groupes de fascistes s’arrêter en camion et s’amusant à traîner de pauvres hommes d’un bout de la ville à l’autre jusqu’à ce que leurs corps tombent en morceaux… Dans certains quartiers les corps recouvraient les rues et les jardins. Dans le square de Saint George, d’où la statue équestre de Ménélik II avait été dérobée, les cadavres formaient une véritable pile. Aujourd’hui la ville ressemble à un champ de bataille après la fin des combats. »

— Ambassadeur éthiopien de Londres en 1937,

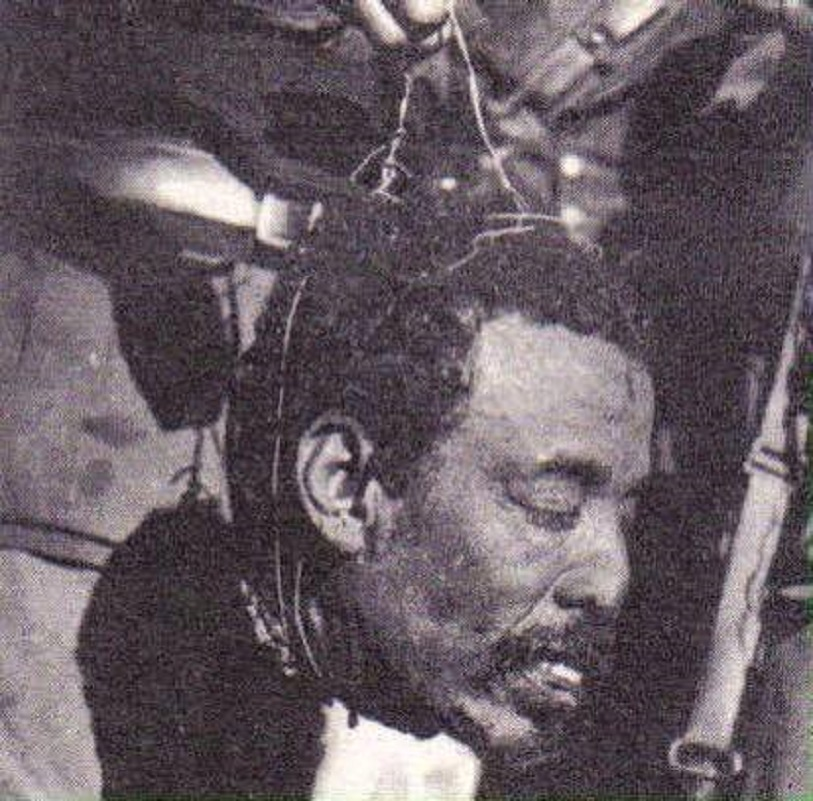
Victimes éthiopiennes

Les mêmes scènes sont décrites par les missionnaires américains, Herbert et Della Hanson. Ils rapportent que visitant la ville peu de temps après les massacres, ils :

« trouvaient des superficies entières complètement brûlées couvertes de huttes inhabitées. Même autour des murs de l’Hôpital, où il y avait eu de nombreuses huttes ne restaient que des ruines noircies. Nous étions véritablement malades à la vue de ces scènes de dévastation, plus encore lorsque nous apprenions  que nombre d’entre elles avaient brûlé avec leurs occupants à l’intérieur. »

— Herbert et Della Hanson, missionnaires américains en Éthiopie en 1937,
Le capitaine Toka Binegid de la brigade des pompiers éthiopien d’Addis Abeba raconte :

« Les italiens se divisaient en plusieurs formations : pendant que certains tuaient, d’autres ramassaient les corps et les jetaient dans un camion. Ils ramassaient les corps de la route en utilisant des râteaux. Parmi ceux qui étaient ramassé par les râteaux beaucoup étaient encore en vie… J’ai vu des soldats italiens se faire photographier en se juchant sur les cadavres de leurs victimes. Les incendies et les meurtres qui avaient commencé le vendredi, continuèrent jusqu’au lundi matin »

— Toka Binegid de la brigade des pompiers éthiopiens d’Addis Abeba,

## Le bilan des massacres

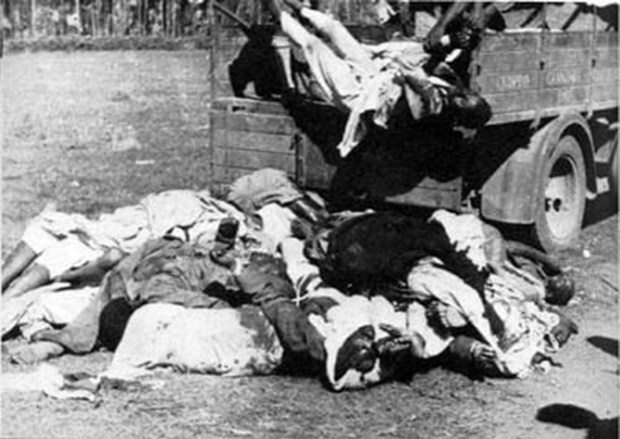
Les victimes éthiopiennes du massacre de Addis Abeba

Un correspondant du Manchester Guardian rapporte que le ministre français à Addis Abeba donne une estimation de 6 000 Éthiopiens massacrés en trois jours.
Le Consulat anglais affirme qu’il « connaissait au moins 2 000 noms parmi les tués. »
En massacrant les Éthiopiens de la capitale, les fascistes tuent de nombreux Éthiopiens qui ont reçu une éducation à l’étranger, en Angleterre ou aux États-Unis. Parmi les morts, on compte Tsege Marqos Wolde Tekle, Gabre Medhen Awoqe, Ayenna Birru, Yohannes Boru, et Yosuf et Benjamin Martin, fils du ministre éthiopien à Londres qui y avait étudié, Besha Worrid Hapte Wold et Makonnen Haile, étudiants aux États-Unis, et Kifle Nassibu étudiant en France.

## Les conséquences

### Le développement de la résistance

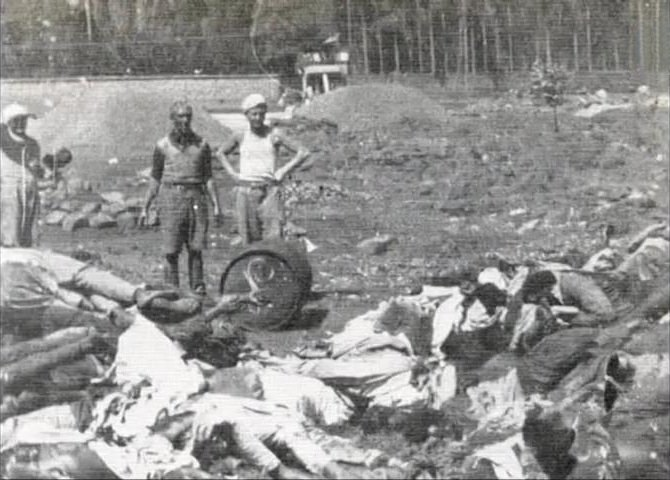
Les victimes éthiopiennes du massacre de Addis Abeba

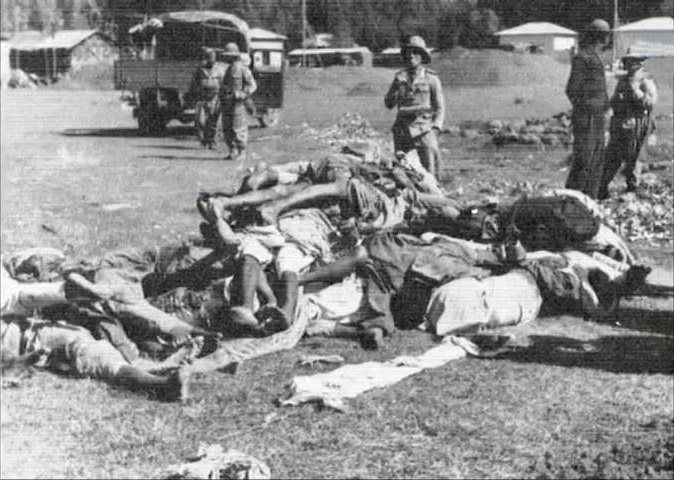
Victimes éthiopiennes

Il est aujourd’hui admis que l’ampleur des massacres eut à cette époque une influence profonde sur la pensée éthiopienne de l’époque et le renforcement du mouvement de résistance. Les journaux New Times et Ethiopia News de Djibouti rapportent peu de temps après les massacres, le 11 mars, qu’Addis Abeba était alors « pratiquement déserte d’éthiopiens », ajoutant qu'à la suite des massacres « les Éthiopiens savent qu’ils n’ont plus d’autre solution que de se battre (…). Ceux qui ont quitté Addis savent très bien ce qu’ils ont à attendre de l’Italie et ils continueront de combattre. »
L’une des principales conséquences du massacre est le renforcement des troupes de Ras Abebe Aregai, le principal chef de la résistance dans le Choa « d’environ 10 000 hommes » selon Blatta Dawit. De nombreux autres mouvements voient aussi leurs forces s’accroître au cours de cette première année d’occupation italienne.
Beaucoup de ceux qui ont réussi à fuir Addis-Abeba partent dans les forêts entourant la capitale pour y rejoindre les mouvements de résistance, comme l’écrit Salome Gabre Egzaiabher.

### La condamnation et la mémoire des crimes
En 1950, un tribunal italien condamne Graziani, en raison de sa collaboration avec les nazis, à une peine de prison de 19 ans. Il n’en purge que quelques mois avant d’être libéré.
En 1989, le journaliste de la BBC, Ken Kirby, réalise pour la première fois un documentaire sur les massacres perpétrés par les fascistes italiens en Éthiopie. Après sa première diffusion qui choque les Britanniques, la RAI en achète les droits pour que le documentaire ne soit plus diffusé.
Un monument à la mémoire des victimes de ces massacres se trouve aujourd’hui à Addis-Abeba.
|                                      |
| Pendaison par des fascistes italiens |

|                             |
| Victimes éthiopiennes pendu |

|                                  |
| Victimes éthiopiennes décapitées |

|                                     |
| Victimes éthiopiennes des fascistes |

|                                   |
| Victime éthiopienne des fascistes |